# 밀리언 달러 베이비
《밀리언 달러 베이비》(영어: Million Dollar Baby)는 클린트 이스트우드가 감독, 제작, 작곡을 맡은 2004년에 개봉한 미국의 스포츠 드라마 영화이며, 이스트우드와 힐러리 스왱크, 모건 프리먼등이 출연하였다. 과거에 저지른 실수로 괴로움을 겪던 무명의 복싱 트레이너의 관한 영화로, 그의 속죄를 프로가 되고 싶어하는 아마추어 언더독 복싱 선수(영화의 메인 타이틀 역)의 꿈을 이루는걸 도와주는 방법을 통해서 탐색한다. 아카데미상에서 작품상을 포함해 총 4개 부문 상을 수상했다.
각본은 폴 해기스가 "컷 맨" 제리 보이드의 필명인 F.X. 툴의 단편 이야기를 바탕으로 하여 썼다. 본래 Rope Burns이라는 제목으로 출판을 했지만, 재출판하면서 이 영화의 제목으로 나오게 되었다.

## 줄거리
오자크 출신의 웨이트리스 마거릿 "매기" 피츠제럴드는 로스앤젤레스에서 프랭키 던이 운영하는 허름한 복싱 체육관인 힛 핏에 들어간다. 프랭키는 딸과 소원한 심술궂은 아일랜드계 미국인 트레이너이다. 매기는 프랭키에게 자신을 훈련시켜달라고 요청하지만, 그는 여성을 훈련시키고 싶지 않고 매기가 너무 늙었다고 생각하여 거절한다. 프랭키의 친구이자 체육관 관리인인 에디 "스크랩-아이언" 듀프리스는 상관없이 그녀가 힛 핏에서 훈련하도록 허락한다. 프랭키의 유망주 "빅 윌리" 리틀은 챔피언십 경기에 대한 제안을 거절하는 프랭키에게 인내심을 잃고 라이벌 매니저 미키 맥과 계약을 맺고, 그래서 매기에게 기회가 찾아온다.
프랭키의 코칭을 받으며 매기는 여성 아마추어 복싱 부문에서 승승장구한다. 그녀는 빠른 녹아웃으로 명성을 얻었기 때문에 프랭키는 매니저들에게 뇌물을 주고 자신들의 훈련생 선수들을 그녀와 대결하게 한다. 프랭키가 큰 경기에 대한 여러 제안을 거절하자 스크랩은 걱정하여 매기와 맥의 만남을 주선하지만, 매기는 프랭키에 대한 충성심으로 거절한다. 프랭키는 매기의 복싱 로브에 모 쿠이쉴레라는 게일어 별명을 수놓아 주지만, 그 의미를 알려주지 않는다. 그녀는 계속해서 승리하며 두 사람은 유럽으로 여행한다. 매기는 결국 자신의 상금을 충분히 모아 어머니에게 집을 사준다. 그럼에도 불구하고 어머니는 매기에게 복지 수표를 위험에 빠뜨렸다고 질책하며 고향의 모든 사람들이 그녀를 비웃는다고 말한다.
프랭키는 마침내 타이틀전을 주선할 의향이 생긴다. 그는 매기에게 라스베이거스에서 WBA 여성 웰터급 챔피언인 빌리 "블루 베어" 오스터만과의 100만 달러 경기를 성사시킨다. 빌리는 더티 파이터로 명성이 자자한 독일 출신의 전직 매춘부이다. 매기가 경기를 지배하기 시작하지만, 빌리는 라운드 종료를 알리는 벨이 울린 후 뒤에서 불법적인 서커 펀치로 그녀를 쓰러뜨린다. 매기는 코너 스툴에 세게 떨어져 목이 부러지고 사지마비가 되어 인공호흡기에 의존하게 된다.
프랭키는 죽음의 5단계를 겪으며, 부정 단계에서는 여러 의사들의 의견을 구하고, 분노 단계에서는 스크랩에게 화를 내고, 협상 단계에서는 기도를 통해 신과 타협하려 한다. 그는 나중에 스크랩에게 사과하고 매기의 부상에 대해 자신을 탓한다. 스크랩은 매기가 세계 챔피언십에 도전할 기회를 얻은 것은 프랭키 덕분이라며 그러지 말라고 말한다.
병원에 입원한 매기는 가족의 방문을 고대한다. 그들은 먼저 디즈니랜드와 유니버설 스튜디오 할리우드를 관광하고 늦게 도착한다. 변호사와 동행한 그들의 유일한 관심사는 매기의 자산을 자신들에게 이전시키는 것이다. 역겨움을 느낀 매기는 그들에게 떠나라고 명령하고 다시 연락하려 하면 복지 사기를 신고하겠다고 위협한다.
매기는 욕창이 생기고 감염된 다리를 절단하게 된다. 그녀는 프랭키에게 자신을 죽게 해달라고 부탁하며, 삶에서 원하는 모든 것을 얻었다고 말한다. 경악한 프랭키는 거절하고, 매기는 나중에 혀를 깨물어 출혈로 죽으려 시도한다. 프랭키가 매기에게 아버지 같은 애정을 품고 있다는 것을 아는 프랭키의 신부는 그에게 매기의 요청을 들어주면 다시는 자신을 찾을 수 없을 것이라고 경고한다. 프랭키는 어느 날 밤 병원에 몰래 침입하고, 스크랩이 그림자 속에서 지켜보고 있다는 것을 알지 못한다. 치명적인 아드레날린 주사를 투여하기 직전에 그는 매기에게 "모 쿠이쉴레"의 의미인 "내 사랑, 내 혈육"을 알려준 다음 매기에게 마지막 작별 키스를 한다. 그는 떠나 복싱에서 완전히 은퇴한다. 스크랩은 프랭키의 딸에게 편지를 써서 그녀의 아버지의 진정한 성격을 알려준다.

## 출연
- 클린트 이스트우드 - 프랭키 던
- 모건 프리먼 - 에디 "스크랩-아이언" 듀프리
- 힐러리 스왱크 - 마거릿 "매기" 피츠제럴드
- 제이 배러셜 - 데인저러스 딜런(데인저)
- 브라이언 F. 오번 - 신부
- 앤서니 마키 - 셰럴 베리
- 마고 마틴데일 - 이어라인 피츠제럴드
- 마이클 페냐 - 오마르
- 뤼시아 레이커르 - 빌리 "블루 베어" 오스터먼
- 리키 린드홈 - 마덜 피츠제럴드
- 베니토 마티네즈 - 빌리 매니저
- 그랜트 L. 로버츠 - 빌리의 컷 맨

## 같이 보기
- 미국 영화